# Mitoc (Orhei)
Mitoc è un comune della Moldavia situato nel distretto di Orhei di 2.795 abitanti al censimento del 2004